# Ophiopsila
Sous-ordre
Super-famille
Famille
Genre
Ophiopsila est un genre d'ophiures assez isolé génétiquement, le seul de la famille des Ophiopsilidae.

## Liste d'espèces
| Selon World Register of Marine Species (23 septembre 2024) : - Ophiopsila abscissa Liao, 1982 - Ophiopsila annulosa (M. Sars, 1859) - Ophiopsila aranea Forbes, 1843 - Ophiopsila bispinosa A.M. Clark, 1974 - Ophiopsila brevisquama Koehler, 1930 - Ophiopsila californica A.H. Clark, 1921 - Ophiopsila caribea (Ljungman, 1872) - Ophiopsila dilatata Koehler, 1930 - Ophiopsila fulva Lyman, 1878 - Ophiopsila glabra Koehler, 1930 - Ophiopsila guineensis Koehler, 1914 - Ophiopsila hartmeyeri Koehler, 1913 - Ophiopsila maculata (Verrill, 1899) - Ophiopsila multipapillata Guille & Jangoux, 1978 - Ophiopsila multispina Koehler, 1930 - Ophiopsila novaezealandiae Baker, 1974 - Ophiopsila pantherina Koehler, 1898 - Ophiopsila paucispina Koehler, 1907 - Ophiopsila picturata Koehler, 1930 - Ophiopsila platispina Koehler, 1914 - Ophiopsila polyacantha H.L. Clark, 1915 - Ophiopsila polysticta H.L. Clark, 1915 - Ophiopsila riisei Lütken, 1859 - Ophiopsila seminuda A.M. Clark, 1952 - Ophiopsila squamifera Murakami, 1963 - Ophiopsila timida Koehler, 1930 - Ophiopsila vittata H.L. Clark, 1918 - Ophiopsila xmasilluminans Okanishi, Oba & Fujita, 2019 |

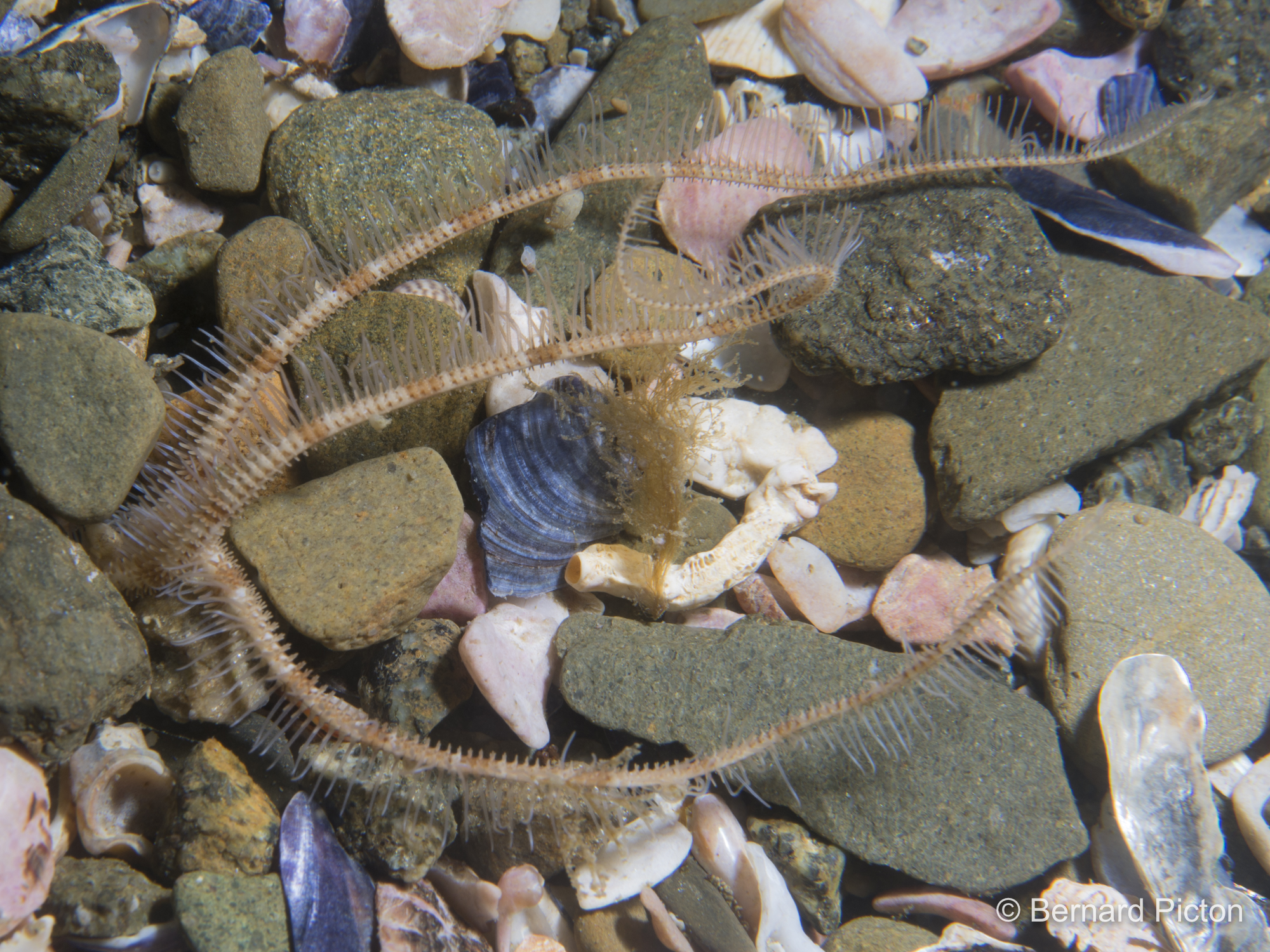
Ophiopsila annulosa
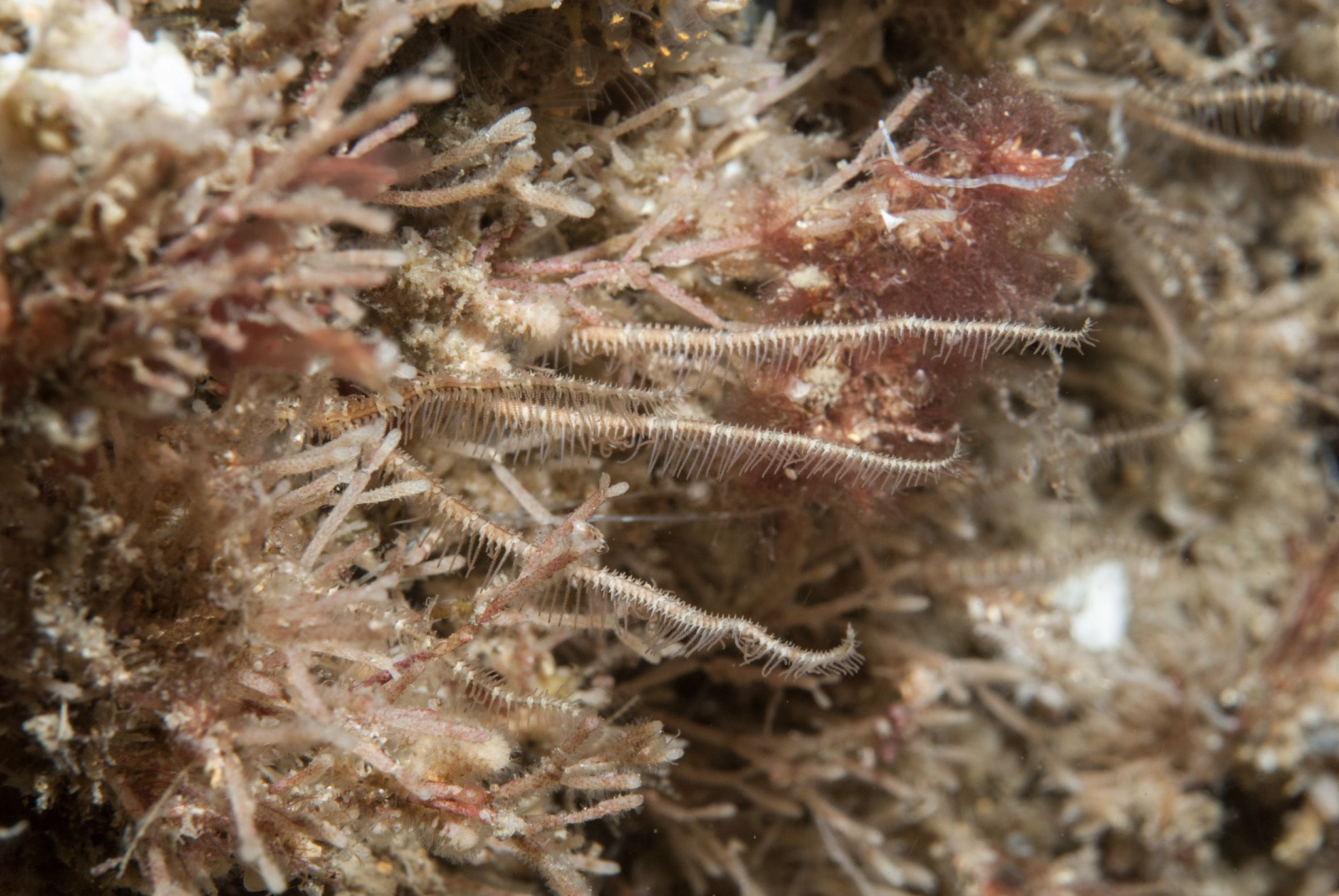
Ophiopsila aranea
Ophiopsila brevisquama
Ophiopsila dilatata
Ophiopsila glabra
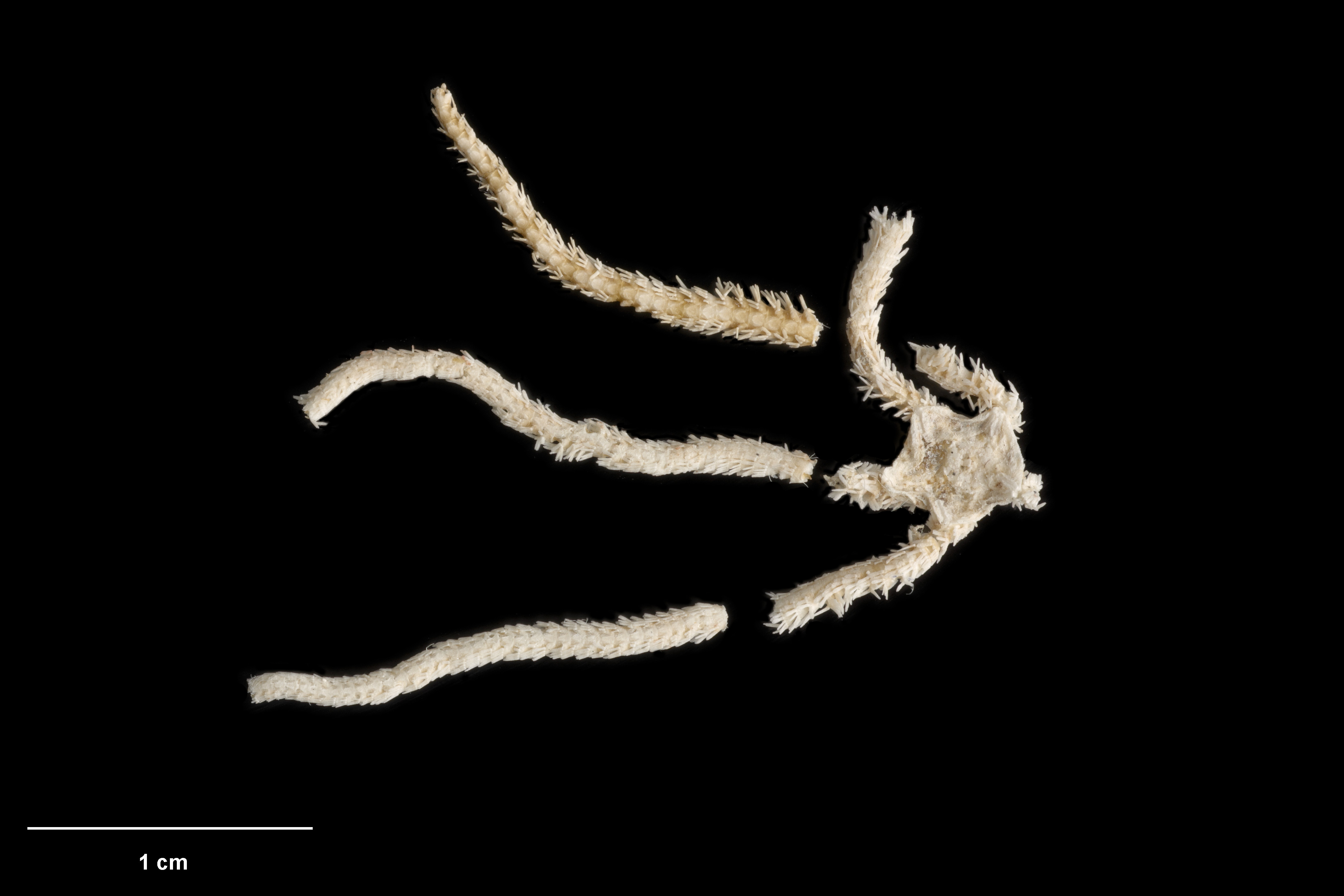
Ophiopsila novaezealandiae
Ophiopsila picturata
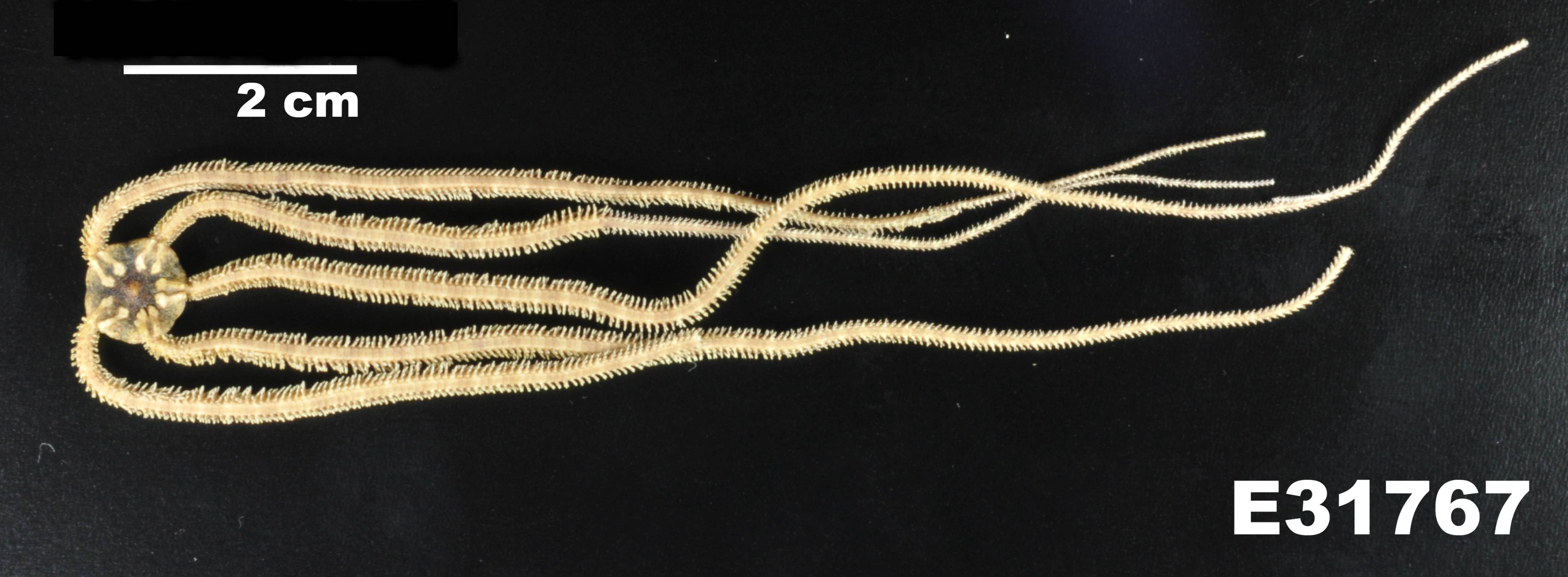
Ophiopsila riisei.